# Brooklyn Shuck
Brooklyn Shuck (Lexington, 29 maart 2005) is een Amerikaans actrice. Ze speelde onder andere de rol van Lynn Bouchard in de CBS/Paramount+ supernatuurlijke dramaserie Evil.

## Biografie
Shuck werd geboren als de dochter van Angie en T.G. Shuck in Lexington op 29 maart 2005. Ze heeft twee oudere zussen, Sydney en Raleigh die eveneens in Broadway producties speelden. In 2012 verhuisden Shuck en haar familie naar New York.
Ze werd bekend door haar rollen in Broadway musicals. Zo werd ze gecast in de musical Annie en verving ze Tyrah Skye Odoms in de rol van'Kate op 30 juli 2013.
In 2014 speelde ze de titelrol in de musical Mathilda alvorens ze een jonge Bertie/Nina speelde in de Chicago musicaladaptatie van Iris Rainer Darts novel Beaches.
Hierna volgden meer rollen in Broadaat producties, waaronder de rol van Winnie Foster in Tuck Everlasting, Little Cosette in Les Miserables, jonge Lily Potter in Harry Potter en het vervloekte kind en meest recent als Nunu Carney in The Ferryman. Tevens speelde ze de rol van Sadie Mazzuchelli in de NBC-televisieserie Rise.
Sinds 2021 vertolkte Shuck de rol van Lynn Bouchard in de CBS/Paramount+ televisieseries Evil.

## Filmografie

### Musical
| Jaar      | Titel                             | Rol                         | Opmerkingen                                            |
| --------- | --------------------------------- | --------------------------- | ------------------------------------------------------ |
| 2013–2014 | Annie                             | Swing                       | Palace Theatre 5 februari 2013 – 4 januari 2014        |
| 2013–2014 | Annie                             | Kate                        | Palace Theatre 5 februari 2013 – 4 januari 2014        |
| 2014–2015 | Mathilda                          | Matilda Wormwood            | Sam S. Shubert Theatre 31 augustus 2014 – 23 mei 2015  |
| 2015      | Beaches                           | Little Bertie/Nina          | Drury Lane Theatre 24 junk – 16 augustus 2015          |
| 2016      | Tuck Everlasting                  | Understudy Winnie           | Broadhurst Theatre 31 maart – 29 mei 2016              |
| 2016      | Les Misérables                    | Jonge Cosette/Jonge Eponine | Imperial Theatre 24 juni – 4 september                 |
| 2018      | Harry Potter and the Cursed Child | Lily Luna Potter            | Lyric Theatre 16 maart – 2 september 2018              |
| 2018      | The Ferryman                      | Nunu Carney                 | Bernard B. Jacobs Theatre 2 oktober 2018 – 7 juli 2019 |

### Televisie
| Jaar      | Titel                             | Rol               | Extra    |
| --------- | --------------------------------- | ----------------- | -------- |
| 2018      | Rise                              | Sadie Mazzuchelli | 8 afl.   |
| 2019      | Instinct                          | Emma Lockhart     | 1 afl.   |
| 2019–2024 | Evil                              | Lynn Bouchard     | Hoofdrol |
| 2022      | Law & Order: Special Victims Unit | Nora Whitman      | 1 afl.   |
| 2024      | FBI: Most Wanted                  | Julia Newlin      | 1 afl.   |